# Marco Zarucchi
Marco Zarucchi (San Gallo, 22 gennaio 1972) è un ex combinatista nordico svizzero.

## Biografia
In Coppa del Mondo esordì il 19 dicembre 1992 a Sankt Moritz (15°) e ottenne il primo podio il 6 dicembre 1995 a Steamboat Springs (3°).
In carriera prese parte a due edizioni dei Giochi olimpici invernali, Albertville 1992 (29° nell'individuale, 10° nella gara a squadre) e Nagano 1998 (25° nell'individuale, 7° nella gara a squadre), e a una dei Campionati mondiali, Ramsau am Dachstein 1999 (9° nella gara a squadre il miglior risultato).

## Palmarès

### Coppa del Mondo
- Miglior piazzamento in classifica generale: 11º nel 1996
- 2 podi (entrambi individuali):
  - 1 secondo posto
  - 1 terzo posto